# 鬼滅之刃 遊郭篇
《鬼滅之刃 遊郭篇》是日本電視動畫《鬼滅之刃》的第二季，改編自漫畫家吾峠呼世晴創作的同名漫畫系列《鬼滅之刃》第八卷至第十一卷（第67話至第97話）的故事，於2021年12月至2022年2月播放，外崎春雄執導，ufotable製作，故事承接動畫電影《無限列車篇》，下啟電視動畫第三季《刀匠村篇》。

## 劇情
在無限列車事件後四個月，執行完任務的竈門炭治郎與禰豆子回到蝴蝶屋，偶遇企圖強行帶走神崎葵的音柱·宇髄天元。天元在炭治郎請求下放走葵，随后答應炭治郎、我妻善逸與嘴平伊之助的要求，讓三人代替葵潛入吉原遊郭，分頭找出因潛入調查惡鬼的行動而失蹤不明的妻子雛鶴、牧緒和須磨。
在三人追查之下，發現遊郭的當紅花魁蕨姬的身份正是“十二鬼月”的上弦之陸·墮姬，但善逸卻被墮姬給抓走不知去向。宇髄得知此事便要求炭治郎和伊之助趕緊離開遊郭。當炭治郎準備離去與伊之助會合時，他發現墮姬的蹤跡並與她交戰。另一方面，等不到人的伊之助發現有鬼藏身在地底便鑽入地下，他發現被囚的善逸、牧緒和須磨以及看守他們的腰帶鬼。伊之助在救出善逸、牧緒和須磨不久一起對抗腰帶鬼，而腰帶鬼也被隨後趕到的宇髄擊敗。
敗退的腰帶鬼回到自己的本體墮姬的所在之處與她結合讓炭治郎陷入苦戰。就在千鈞一髮之際，禰豆子加入戰場與墮姬交戰。儘管禰豆子佔上風，但她也因為難以剋制自己對人血的渴求而差點失控，所幸宇髄及時趕到並向炭治郎提供建議讓禰豆子恢復理智並沉睡。宇髄輕易砍下墮姬的頭並且不斷嘲諷她，墮姬嚎啕大哭讓她的哥哥妓夫太郎從她的身上現身。雖然妓夫太郎與墮姬同為上弦之陸但實力很強，在妓夫太郎和宇髄交戰時，炭治郎、善逸、伊之助也回到戰場，雙方捉對廝殺。最終炭治郎和宇髄聯手砍下妓夫太郎的頭，而善逸和伊之助則協力斬殺墮姬使之雙雙身亡。歷經大战过后，身受重傷的宇髄决定就此引退；得知戰果的產屋敷耀哉则喜出望外认为这一代必将战胜鬼舞辻无惨。另一方面，由於有上弦被殺，讓猗窩座等十二鬼月成员被召喚到無限城內。

## 登場角色
| 角色                            | 配音員                                                           | 配音員                                           | 配音員        | 配音員                                | 備註                      |
| 角色                            | 日本                                                             | 臺灣                                             | 香港          | 中国大陆                              | 備註                      |
| 主要角色                        | 主要角色                                                         | 主要角色                                         | 主要角色      | 主要角色                              | 主要角色                  |
| ------------------------------- | ---------------------------------------------------------------- | ------------------------------------------------ | ------------- | ------------------------------------- | ------------------------- |
| 竈門炭治郎                      | 花江夏樹                                                         | 錢欣郁                                           | 李震權        | 星潮                                  |                           |
| 竈門禰豆子                      | 鬼頭明里                                                         | 連婉鈞                                           | 胡葆琳        | 沈念如                                |                           |
| 我妻善逸                        | 下野紘                                                           | 江志倫                                           | 杜景煜        | 李蘭陵                                |                           |
| 嘴平伊之助                      | 松岡禎丞                                                         | 陳彥鈞                                           | 周良鴻        | 皇貞季                                |                           |
| 宇髄天元 （音柱）               | 小西克幸                                                         | 于正昇                                           | 麥皓豐        | 楊天翔                                |                           |
| 妓夫太郎 （上弦之陸）           | 逢坂良太                                                         | 孟慶府                                           | 鄧港文        | 劉照坤                                |                           |
| 墮姬／小梅 （上弦之陸）         | 澤城美雪                                                         | 龍顯蕙                                           | 林芷筠        | 洪海天                                |                           |
| 墮姬／小梅 （上弦之陸）         | 伊藤靜                                                           | 錢欣郁                                           | 程文意        | 洪海天                                | 分身（腰帶鬼）            |
| 鬼殺隊「柱」                    |                                                                  |                                                  |               |                                       |                           |
| 富岡義勇 （水柱）               | 櫻井孝宏                                                         | 陳彥鈞                                           | 李致林        | 趙毅                                  | [ 註 1 ]                  |
| 煉獄杏壽郎 （炎柱）             | 日野聰                                                           | 蔣鐵城                                           | 梁皓翔        | 齊斯伽                                | [ 註 2 ]                  |
| 伊黑小芭內 （蛇柱）             | 鈴村健一                                                         | 江志倫                                           | 黃龍傑        | 陳張太康                              |                           |
| 胡蝶忍 （蟲柱）                 | 劇中無台詞                                                       | 劇中無台詞                                       | 劇中無台詞    | 劇中無台詞                            | [ 註 3 ]                  |
| 時透無一郎 （霞柱）             | 劇中無台詞                                                       | 劇中無台詞                                       | 劇中無台詞    | 劇中無台詞                            | [ 註 4 ]                  |
| 悲鳴嶼行冥 （岩柱）             | 劇中無台詞                                                       | 劇中無台詞                                       | 劇中無台詞    | 劇中無台詞                            | [ 註 4 ]                  |
| 鬼殺隊士                        |                                                                  |                                                  |               |                                       |                           |
| 栗花落香奈乎                    | 上田麗奈                                                         | 連婉鈞                                           | 楊婉潼        | 唐嶷                                  |                           |
| 村田                            | 宮田幸季                                                         | 蔣鐵城                                           |               | 粟大偉                                | [ 註 5 ]                  |
| 產屋敷家                        |                                                                  |                                                  |               |                                       |                           |
| 產屋敷耀哉                      | 森川智之                                                         | 蔣鐵城                                           | 何偉誠        | 常文濤                                |                           |
| 產屋敷天音                      | 佐藤利奈                                                         | 馮嘉德                                           | 程文意        | 喬菲菲                                |                           |
| 產屋敷輝利哉                    | 悠木碧                                                           | 錢欣郁                                           |               | 趙雙                                  | [ 註 6 ]                  |
| 產屋敷雛衣                      | 花守由美里                                                       | 連婉鈞                                           |               | 姜英俊                                | [ 註 7 ]                  |
| 產屋敷日香                      | 小澤亞李                                                         | 馮嘉德                                           |               | 姜英俊                                | [ 註 7 ]                  |
| 鬼殺隊培育者                    |                                                                  |                                                  |               |                                       |                           |
| 鱗瀧左近次                      | 劇中無台詞                                                       | 劇中無台詞                                       | 劇中無台詞    | 劇中無台詞                            | [ 註 8 ]                  |
| 刀匠村                          |                                                                  |                                                  |               |                                       |                           |
| 鋼鐵塚螢                        | 浪川大輔                                                         | 黃天佑                                           | 黎景全        | 李銚                                  |                           |
| 鬼殺隊相關者                    |                                                                  |                                                  |               |                                       |                           |
| 繼國緣壹                        | 井上和彥                                                         | 宋克軍                                           | 張振聲        | 周健                                  | [ 註 9 ]                  |
| 蝴蝶屋                          |                                                                  |                                                  |               |                                       |                           |
| 神崎葵                          | 江原裕理                                                         | 錢欣郁                                           |               | 赵小双                                |                           |
| 寺內清                          | 山下七海                                                         | 馮嘉德                                           |               | 蔡娜                                  |                           |
| 中原澄                          | 真野步                                                           | 連婉鈞                                           |               | 戈昕宇                                |                           |
| 高田菜穗                        | 桑原由氣                                                         | 錢欣郁                                           |               | 幽舞越山                              |                           |
| 竈門家                          |                                                                  |                                                  |               |                                       |                           |
| 竈門葵枝                        | 桑島法子                                                         | 馮嘉德                                           | 許盈          | 蘭酒                                  |                           |
| 竈門竹雄                        | 大地葉                                                           | 馮嘉德                                           |               | 關雲月                                |                           |
| 竈門花子                        | 小原好美                                                         | 錢欣郁                                           |               | 貞心                                  |                           |
| 煉獄家                          |                                                                  |                                                  |               |                                       |                           |
| 煉獄槇壽郎                      | 小山力也                                                         | 于正昇                                           | 黎家希        | 圖特哈蒙                              |                           |
| 煉獄千壽郎                      | 榎木淳彌                                                         | 連婉鈞                                           | 陳浩鈿        | 馬斑馬                                |                           |
| 宇髄家                          |                                                                  |                                                  |               |                                       |                           |
| 雛鶴                            | 種崎敦美                                                         | 龍顯蕙                                           | 李潤知        | 楚越                                  |                           |
| 牧緒                            | 石上靜香                                                         | 連婉鈞                                           | 張希婷        | 周一菡                                |                           |
| 須磨                            | 東山奈央                                                         | 楊凱凱                                           | 廖杏茵        | 染音若蔡                              |                           |
| 動物、鎹鴉                      |                                                                  |                                                  |               |                                       |                           |
| 天王寺松右衛門 （炭治郎的鎹鴉） | 山崎巧                                                           | 江志倫                                           |               | 陌上                                  |                           |
| 肌肉老鼠                        | 木村昴                                                           | 江志倫 蔣鐵城                                    |               | 圖特哈蒙 李蘭陵                       |                           |
| 鬼                              |                                                                  |                                                  |               |                                       |                           |
| 鬼舞辻無慘 （鬼王）             | 關俊彥                                                           | 于正昇                                           | 蘇強文        | 夏磊                                  |                           |
| 猗窩座 （上弦之參）             | 石田彰                                                           | 何志威                                           | 陳仕文        | 路揚                                  |                           |
| 童磨 （前上弦之陸）             | 宮野真守                                                         | 李世揚                                           | 劉達斌        | 刘飞                                  | [ 註 10 ]                 |
| 螳螂鬼                          | 石谷春貴                                                         | 黃天佑                                           |               | 李紹剛                                | [ 4 ] [ 註 11 ]           |
| 其他角色（鴇屋）                |                                                                  |                                                  |               |                                       |                           |
| 鯉夏                            | 齋藤千和                                                         | 楊凱凱                                           |               | 張惠霖                                |                           |
| 鴇屋老闆                        | 小形滿                                                           | 陳彥鈞                                           | 李家輝        | 陌上                                  |                           |
| 鴇屋老闆娘                      | 豐嶋真千子                                                       | 楊凱凱                                           | 許盈          | 兰酒                                  | [ 5 ]                     |
| 鯉夏的童女                      | 田中貴子 久住琳                                                  | 連婉鈞 楊詩穎                                    |               | 蔺嬋嬋 关云月                         | [ 6 ]                     |
| 其他角色（荻本屋）              |                                                                  |                                                  |               |                                       |                           |
| 荻本屋遣手婆                    | 愛河里花子                                                       | 連婉鈞                                           | 陳凱婷        | 陳景研                                |                           |
| 荻本屋客人                      | 仲村宗悟                                                         | 于正昇                                           |               | 粟大偉                                | [ 7 ]                     |
| 其他角色（京極屋）              |                                                                  |                                                  |               |                                       |                           |
| 京極屋老闆                      | 伊丸岡篤                                                         | 江志倫                                           |               | 邢子皓                                |                           |
| 三津 （京極屋老闆娘）           | 片貝薰                                                           | 錢欣郁                                           |               | 伍凤春                                |                           |
| 蕨姬的童女                      | 田中美海 長江里加 篠原侑                                         | 楊凱凱 錢欣郁 龍顯蕙                             |               | 戈昕宇 貞心 糖怡                      |                           |
| 其他角色（吉原遊郭）            |                                                                  |                                                  |               |                                       |                           |
| 紫藤花家紋男性                  | 高橋伸也                                                         | 江志倫                                           |               | 雲安                                  |                           |
| 其他吉原遊女                    | 小松奈生子 佐藤花 湯淺楓 陶山惠實里 風間萬裕子 杉山里穗 橋本栞里 | 楊詩穎 連婉鈞 錢欣郁 楊凱凱 連思宇 龍顯蕙 馮嘉德 |               | 關雲月 藺嬋嬋 戈昕宇 貞心 糖怡 孫一鳴 | [ 8 ] [ 9 ] [ 10 ] [ 11 ] |
| 其他吉原居民                    | 高橋伸也 丹澤晃之 坂田將吾                                       | 宋克軍 陳彥鈞 江志倫                             |               | 陌上                                  |                           |
| 過去的武士                      | 高橋伸也                                                         | 蔣鐵城                                           |               |                                       |                           |
| 過去的老闆娘                    | 秋保佐永子                                                       | 楊凱凱                                           |               |                                       |                           |
| 其他角色（俊國家）              |                                                                  |                                                  |               |                                       |                           |
| 俊國／無慘的養父                | 高橋伸也                                                         | 陳彥鈞                                           | 楊智聰        |                                       |                           |
| 俊國／無慘的養母                | 小松奈生子                                                       | 錢欣郁                                           | 李潤知        |                                       | [ 12 ]                    |
| 養父的朋友                      | 丹澤晃之 杉山里穗                                                | 蔣鐵城 馮嘉德                                    | 李家輝 姜麗儀 |                                       |                           |
| 其他角色                        |                                                                  |                                                  |               |                                       |                           |
| 農家少年                        | 杉山里穗                                                         | 馮嘉德                                           |               | 关云月                                |                           |

## 製作團隊
| 原著                       | 吾峠呼世晴                           |
| 監督                       | 外崎春雄                             |
| 人物設定 總作畫監督        | 松島晃                               |
| 次角色設計                 | 佐藤美幸、梶山庸子、菊池美花         |
| 道具設計                   | 小山将治                             |
| 美術監督                   | 衛藤功二                             |
| 攝影監督                   | 寺尾優一                             |
| 3D監督                     | 西脇一樹                             |
| 色彩設計                   | 大前祐子                             |
| 編集                       | 神野学                               |
| 音樂                       | 梶浦由記、椎名豪                     |
| 音樂製作                   | Aniplex                              |
| 監製                       | 三宅将典、高橋祐馬、藤尾明史、近藤光 |
| 製片人                     | 近藤光                               |
| 劇本統籌 腳本製作 動畫製作 | ufotable                             |
| 製作                       | Aniplex、集英社、ufotable            |

導演同樣是由ufotable所屬的演出家外崎春雄，角色設計和總作畫監督也是ufotable的動畫師松島晃，二人負責該系列動畫的擔任製作。音樂方面，由梶浦由記、椎名豪負責配樂。
2023年3月1日，為了銜接刀匠村篇開播，因此宣布播出遊郭篇的特別總集版。定於4月1日作為前篇播放《鬼滅之刃 遊郭潛入篇》（鬼滅の刃 遊郭潜入篇），內容由電視動畫第1集至第5集合集所構成。定於4月8日作為後篇播放《鬼滅之刃 遊郭決戰篇》（鬼滅の刃 遊郭決戦篇），內容由電視動畫第6集至第11集合集所構成。

## 音樂
主題曲方面，片頭曲和片尾曲皆由Aimer主唱。片頭曲《殘響散歌》（第1話、第11話為片尾曲、第2話－第10話）由aimerrhythm（Aimer之作詞別名）負責作詞。片尾曲《晨曦將至》（第2話－第9話）是梶浦由記提供的歌曲。收錄兩首歌曲的單曲將於2022年1月12日發行。

## 播放與發行
2021年2月14日宣佈動畫第二季「遊郭篇」預定於2021年播出。2021年5月18日，《週刊女性PRIME》引用內部人士說法，稱「遊郭篇」可能會在10月播出。在7月13日已釋出第二波遊郭篇情報。9月6日富士電視台舉辦關於10月期（即10月至12月）節目的記者會，宣佈第2季將於「秋季/冬季」播映，播映時間會是每週日晚上11時15分。
2021年9月25日宣布，10月10日起於富士電視台播放《鬼滅之刃 無限列車篇》電視動畫版全7話後，至12月5日正式播放《遊郭篇》，而系列第二季《遊郭篇》總計全11集，最終集於2022年2月13日播出。《遊郭篇》第一集（46分）和第十一集（32分）是加長時間長度播出。
中國大陸亦有bilibili等影片網站購入著作權。台灣則由巴哈姆特動畫瘋等影片網站購入著作權。香港方面由Viu影片網站購入網絡平台播放權。地面免費電視平台播放權由無綫電視購入，並安排於J2播放。

### 各集列表
| 集數     | 集數       | 日文標題 | 中文標題         | 分鏡              | 演出            | 作畫監督 | 日本首播日期   | 改編原著   |
| 當季集數 | 全集數     | 日文標題 | 中文標題         | 分鏡              | 演出            | 作畫監督 | 日本首播日期   | 改編原著   |
| -------- | ---------- | -------- | ---------------- | ----------------- | --------------- | --- | -------------- | ---------- |
| 第一話   | 第三十四話 |          | 音柱・宇髓天元   | 原隆史            | 下村晋矢 恒松圭 | 塩島由佳、佐藤美幸 菊池美花、梶山庸子 石後夏奈、佐藤哲人 茂木貴之、藤原将吾                                         | 2021年 12月5日 | 第8卷      |
| 第二話   | 第三十五話 |          | 潛入遊郭         | 原隆史            | 原隆史          | 佐藤哲人、茂木貴之 石後夏奈                                                                                         | 12月12日       | 第9卷      |
| 第三話   | 第三十六話 |          | 什麼人           | 原隆史            | 宇田明彥        | 秋山幸兒、岡部葵 岡部茜                                                                                             | 12月19日       | 第9卷      |
| 第四話   | 第三十七話 |          | 今晚             | 野中卓也 外崎春雄 |                 | 佐藤美幸、梶山庸子 菊池美花、田中敦士 岡部葵                                                                        | 12月26日       | 第9卷      |
| 第五話   | 第三十八話 |          | 華麗地大幹一場吧 | 野中卓也 外崎春雄 | 野中卓也        | 松島晃、茂木貴之 石後夏奈、藤原將吾 緒方美枝子、西條由希子                                                          | 2022年 1月2日  | 第9、10卷  |
| 第六話   | 第三十九話 |          | 重疊的記憶       | 三浦貴博          | 南野純一        | 秋山幸兒、茂木貴之 岡部茜、佐藤哲人                                                                                 | 1月9日         | 第10卷     |
| 第七話   | 第四十話   |          | 改變容貌         | 三浦貴博          | 原田征爾        | 秋山幸兒、鹽島由佳 石後夏奈、茂木貴之 橋本淳稔                                                                      | 1月16日        | 第10卷     |
| 第八話   | 第四十一話 |          | 集結             | 高橋賢            | 高橋賢          | 佐藤哲人、藤原将吾 緒方美枝子、秋山幸兒 茂木貴之、鹽島由佳 永森雅人、外崎春雄                                       | 1月23日        | 第10、11卷 |
| 第九話   | 第四十二話 |          | 要是打敗上弦之鬼 | 外崎春雄          | 南野純一        | 田中敦士、石後夏奈 佐藤美幸、渡邉八恵子 西條由希子、岡部葵 梶山庸子、秋山幸児 藤原将吾、茂木貴之 南野純一、外崎春雄 | 1月30日        | 第11卷     |
| 第十話   | 第四十三話 |          | 絕不放棄         | 白井俊行          | 白井俊行        | 佐藤哲人、永森雅人 鹽島由佳、藤原将吾 菊池美花                                                                      | 2月6日         | 第11卷     |
| 第十一話 | 第四十四話 |          | 無論重生多少次   | 白井俊行 原隆史   |                 | 坂東美佳、小林友衣 橋本淳稔、足立原美保子 梶山庸子、佐藤美幸                                                        | 2月13日        | 第11卷     |

### 播放平台
台灣巴哈姆特動畫瘋在播出期間內，播放量突破300萬次，每單集的播放量均突破80萬次，其中第1集的單集播放量則突破100萬次。至2023年3月止，播放量已累計960萬次。
 日本深夜動畫：下文記載的日本国内播放時間使用日本標準時間（UTC+9）表示。因為部分時間标识會採用30小时制，因此請留意这类超过24:00的时间，其實際播放時間為翌日清晨。
| 播放地區       | 播放電視台        | 播放日期                      | 播放時間（UTC+9）                                             | 所屬聯播網               | 備註                             |
| 日本國内       | 日本國内          | 日本國内                      | 日本國内                                                      | 日本國内                 | 日本國内                         |
| -------------- | ----------------- | ----------------------------- | ------------------------------------------------------------- | ------------------------ | -------------------------------- |
| 日本全國       | 富士電視台        | 2021年12月5日－2022年2月13日  | 星期日 23點15分 更新                                          | 富士電視網               | 不適用                           |
| 北海道         | 北海道文化放送    | 2021年12月5日－2022年2月13日  | 星期日 23點15分 更新                                          | 日本新聞網               | 不適用                           |
| 岩手县         | 岩手可愛電視台    | 2021年12月5日－2022年2月13日  | 星期日 23點15分 更新                                          | 日本新聞網               | 不適用                           |
| 宮城縣         | 仙台放送          | 2021年12月5日－2022年2月13日  | 星期日 23點15分 更新                                          | 日本新聞網               | 不適用                           |
| 秋田县         | 秋田電視台        | 2021年12月5日－2022年2月13日  | 星期日 23點15分 更新                                          | 日本新聞網               | 不適用                           |
| 山形县         | 櫻桃電視台        | 2021年12月5日－2022年2月13日  | 星期日 23點15分 更新                                          | 日本新聞網               | 不適用                           |
| 福岛县         | 福島電視台        | 2021年12月5日－2022年2月13日  | 星期日 23點15分 更新                                          | 日本新聞網               | 不適用                           |
| 新潟县         | NST新潟綜合電視台 | 2021年12月5日－2022年2月13日  | 星期日 23點15分 更新                                          | TBS電視台                | 不適用                           |
| 长野县         | 長野放送          | 2021年12月5日－2022年2月13日  | 星期日 23點15分 更新                                          | TBS電視台                | 不適用                           |
| 靜岡縣         | 靜岡電視台        | 2021年12月5日－2022年2月13日  | 星期日 23點15分 更新                                          | TBS電視台                | 不適用                           |
| 富山縣         | 富山電視台        | 2021年12月5日－2022年2月13日  | 星期日 23點15分 更新                                          | 日本新聞網               | 不適用                           |
| 石川縣         | 石川電視台        | 2021年12月5日－2022年2月13日  | 星期日 23點15分 更新                                          | 日本新聞網               | 不適用                           |
| 福井縣         | 福井電視台        | 2021年12月5日－2022年2月13日  | 星期日 23點15分 更新                                          | 日本新聞網               | 不適用                           |
| 中京廣域圈     | 東海電視台        | 2021年12月5日－2022年2月13日  | 星期日 23點15分 更新                                          | 日本新聞網               | 不適用                           |
| 近畿廣域圈     | 關西電視台        | 2021年12月5日－2022年2月13日  | 星期日 23點15分 更新                                          | 日本新聞網               | 不適用                           |
| 島根縣         | 山陰中央電視台    | 2021年12月5日－2022年2月13日  | 星期日 23點15分 更新                                          | 日本新聞網               | 不適用                           |
| 岡山縣、香川縣 | 岡山放送          | 2021年12月5日－2022年2月13日  | 星期日 23點15分 更新                                          | 富士電視網               | 不適用                           |
| 廣島縣         | 新廣島電視台      | 2021年12月5日－2022年2月13日  | 星期日 23點15分 更新                                          | 朝日電視台               | 不適用                           |
| 爱媛县         | 愛媛電視台        | 2021年12月5日－2022年2月13日  | 星期日 23點15分 更新                                          | 朝日電視台               | 不適用                           |
| 高知县         | 高知SunSun電視台  | 2021年12月5日－2022年2月13日  | 星期日 23點15分 更新                                          | 富士電視網               | 不適用                           |
| 福冈县         | 西日本電視台      | 2021年12月5日－2022年2月13日  | 星期日 23點15分 更新                                          | 富士電視網               | 不適用                           |
| 佐賀縣         | 佐賀電視台        | 2021年12月5日－2022年2月13日  | 星期日 23點15分 更新                                          | 日本新聞網               | 不適用                           |
| 長崎縣         | 長崎電視台        | 2021年12月5日－2022年2月13日  | 星期日 23點15分 更新                                          | 朝日電視台               | 不適用                           |
| 熊本縣         | 熊本電視台        | 2021年12月5日－2022年2月13日  | 星期日 23點15分 更新                                          | 日本新聞網               | 不適用                           |
| 鹿兒島縣       | 鹿兒島電視台      | 2021年12月5日－2022年2月13日  | 星期日 23點15分 更新                                          | 日本新聞網               | 不適用                           |
| 沖繩縣         | 沖繩電視台        | 2021年12月5日－2022年2月13日  | 星期日 23點15分 更新                                          | 日本新聞網               | 不適用                           |
| 日本全國       | BS11              | 2021年12月11日－2022年2月19日 | 星期六 23時30分－00時00分                                     | 衛星電視                 | BS播放、ANIME+                   |
| 東京都         | TOKYO MX          | 2021年12月11日－2022年2月19日 | 星期六 23時30分－00時00分                                     | 獨立UHF局                | 不適用                           |
| 群馬縣         | 群馬電視台        | 2021年12月11日－2022年2月19日 | 星期六 23時30分－00時00分                                     | 獨立UHF局                | 不適用                           |
| 栃木縣         | 栃木電視台        | 2021年12月11日－2022年2月19日 | 星期六 23時30分－00時00分                                     | 獨立UHF局                | 不適用                           |
| 日本全國       | AT-X              | 2021年12月13日－2022年2月21日 | 星期一 00時00分－00時30分                                     | 衛星電視                 | CS播放                           |
| 日本全國       | Animax            | 2021年12月18日－2022年2月26日 | 星期六 09時00分－09時30分                                     | 獨立UHF局                | BS/CS播放                        |
| 日本全國       | AbemaTV           | 2021年12月6日－2022年2月14日  | 星期日 01點00分 更新                                          | 網路播放                 | 不適用                           |
| 日本全國       | dTV               | 2021年12月6日－2022年2月14日  | 星期日 01點00分 更新                                          | 網路播放                 | 不適用                           |
| 日本全國       | DOCOMO動畫商城    | 2021年12月6日－2022年2月14日  | 星期日 01點00分 更新                                          | 網路播放                 | 不適用                           |
| 日本全國       | 亞馬遜影片        | 2021年12月6日－2022年2月14日  | 星期日 01點00分 更新                                          | 網路播放                 | 不適用                           |
| 日本全國       | FOD               | 2021年12月6日－2022年2月14日  | 星期日 01點00分 更新                                          | 網路播放                 | 不適用                           |
| 日本全國       | 萬代頻道          | 2021年12月6日－2022年2月14日  | 星期日 01點00分 更新                                          | 網路播放                 | 不適用                           |
| 日本全國       | GYAO!             | 2021年12月6日－2022年2月14日  | 星期日 01點00分 更新                                          | 網路播放                 | 不適用                           |
| 日本全國       | Niconico頻道      | 2021年12月6日－2022年2月14日  | 星期日 01點00分 更新                                          | 網路播放                 | 不適用                           |
| 日本全國       | HikariTV          | 2021年12月6日－2022年2月14日  | 星期日 01點00分 更新                                          | 網路播放                 | 不適用                           |
| 日本全國       | Hulu              | 2021年12月6日－2022年2月14日  | 星期日 01點00分 更新                                          | 網路播放                 | 不適用                           |
| 日本全國       | Niconico直播      | 2021年12月6日－2022年2月14日  | 星期日 01點00分 更新                                          | 網路播放                 | 不適用                           |
| 日本全國       | J:COM TV          | 2021年12月6日－2022年2月14日  | 星期日 01點00分 更新                                          | 網路播放                 | 不適用                           |
| 日本全國       | VideoPass         | 2021年12月6日－2022年2月14日  | 星期日 01點00分 更新                                          | 網路播放                 | 不適用                           |
| 日本全國       | U-NEXT            | 2021年12月6日－2022年2月14日  | 星期日 01點00分 更新                                          | 網路播放                 | 不適用                           |
| 日本全國       | AnimeHodai        | 2021年12月6日－2022年2月14日  | 星期日 01點00分 更新                                          | 網路播放                 | 不適用                           |
| 日本全國       | Netflix           | 2021年12月6日－2022年2月14日  | 星期日 01點00分 更新                                          | 網路播放                 | 不適用                           |
| 日本全國       | DMM.com           | 2021年12月6日－2022年2月14日  | 星期日 01點00分 更新                                          | 網路播放                 | 不適用                           |
| 日本全國       | TSUTAYA TV        | 2021年12月6日－2022年2月14日  | 星期日 01點00分 更新                                          | 網路播放                 | 不適用                           |
| 日本全國       | TELASA            | 2021年12月6日－2022年2月14日  | 星期日 01點00分 更新                                          | 網路播放                 | 不適用                           |
| 日本全國       | Paravi            | 2021年12月6日－2022年2月14日  | 星期日 01點00分 更新                                          | 網路播放                 | 不適用                           |
| 日本全國       | Apple TV          | 2021年12月6日－2022年2月14日  | 星期日 01點00分 更新                                          | 網路播放                 | 不適用                           |
| 日本全國       | HAPPY! TV         | 2021年12月6日－2022年2月14日  | 星期日 12點00分 更新                                          | 網路播放                 | 不適用                           |
| 日本國外       |                   |                               |                                                               |                          |                                  |
| 播放地區       | 播放平台          | 播放日期                      | 播放時間                                                      | 所屬聯播網               | 備註                             |
| 臺灣           | 巴哈姆特動畫瘋    | 2021年12月5日－2022年2月13日  | 星期日 23時45分 更新                                          | 網路播放                 | 繁體中文字幕                     |
| 臺灣           | 愛奇藝            | 2021年12月5日－2022年2月13日  | 星期日 23時45分 更新                                          | 網路播放                 | 繁體中文字幕                     |
| 臺灣           | bilibili          | 2021年12月5日－2022年2月13日  | 星期日 23時45分 更新                                          | 網路播放                 | 繁體中文字幕                     |
| 臺灣           | 中華電信MOD       | 2021年12月5日－2022年2月13日  | 星期日 23時45分 更新                                          | 網路播放                 | 繁體中文字幕                     |
| 臺灣           | KKTV              | 2021年12月5日－2022年2月13日  | 星期日 23時45分 更新                                          | 網路播放                 | 繁體中文字幕                     |
| 臺灣           | friDay影音        | 2021年12月5日－2022年2月13日  | 星期日 23時45分 更新                                          | 網路播放                 | 繁體中文字幕                     |
| 臺灣           | Yahoo TV          | 2021年12月5日－2022年2月13日  | 星期日 23時45分 更新                                          | 網路播放                 | 繁體中文字幕                     |
| 臺灣           | LiTV 線上影視     | 2021年12月5日－2022年2月13日  | 星期日 23時45分 更新                                          | 網路播放                 | 繁體中文字幕                     |
| 臺灣           | LINE TV           | 2021年12月5日－2022年2月13日  | 星期日 23時45分 更新                                          | 網路播放                 | 繁體中文字幕                     |
| 臺灣           | MyVideo           | 2021年12月5日－2022年2月13日  | 星期日 23時45分 更新                                          | 網路播放                 | 繁體中文字幕                     |
| 臺灣           | 東森電影台        | 2022年6月18日－               | 星期六 21時00分－                                             | 有線電視                 | 台灣國語配音播出                 |
| 臺灣           | 愛爾達綜合台      | 2024年2月28日—3月7日          | 星期一至五 21時00分－22時00分                                 | 寬頻電視 （中華電視MOD） | 中日雙語播出 兩集連播            |
| 中國大陸       | bilibili          | 2022年3月5日－                | 星期六 20時00分 更新                                          | 網路播放                 | 簡體中文字幕                     |
| 香港           | Viu               | 2021年12月6日－2022年2月14日  | 星期一 00時00分 更新                                          | 網路播放                 | 繁體中文字幕                     |
| 香港           | Viu               | 2022年1月13日－2022年3月24日  | 每兩星期更新一次星期四00時00分上架兩集                        | 網路播放                 | 粵語配音、繁體中文字幕           |
| 香港           | myTV SUPER        | 2021年12月20日－              | 星期一 00時00分 更新                                          | 網路播放                 | 繁體中文字幕                     |
| 香港           | Netflix           | 2021年12月20日－              | 星期一 00時00分 更新                                          | 網路播放                 | 繁體中文字幕                     |
| 香港           | hmvod             | 2021年12月20日－              | 星期一 00時00分 更新                                          | 網路播放                 | 繁體中文字幕                     |
| 香港           | J2                | 2022年1月13日－2022年3月24日  | Mtube時段星期四23時30分-00時00分                              | 地面電視                 | 粵日雙語                         |
| 亞洲           | Netflix           | 2021年12月5日－2022年2月13日  | 星期日 23時45分更新                                           | 網路播放                 | 簡、繁體中文字幕                 |
| 亞洲           | Viu               | 2021年12月5日－2022年2月13日  | 星期日 23時45分更新                                           | 網路播放                 | 簡、繁體中文字幕                 |
| 亞洲           | bilibili          | 2021年12月5日－2022年2月13日  | 星期日 23時45分更新                                           | 網路播放                 | 簡、繁體中文字幕                 |
| 亞洲           | 愛奇藝            | 2021年12月5日－2022年2月13日  | 星期日 23時45分更新                                           | 網路播放                 | 簡、繁體中文字幕                 |
| 亞洲           | 腾讯视频          | 2021年12月5日－2022年2月13日  | 星期日 23時45分更新                                           | 網路播放                 | 簡、繁體中文字幕                 |
| 亞洲           | 威望國際          | 2021年12月5日－2022年2月13日  | 星期日 23時45分更新                                           | 網路播放                 | 簡、繁體中文字幕                 |
| 亞洲           | MeWATCH           | 2021年12月5日－2022年2月13日  | 星期日 23時45分更新                                           | 網路播放                 | 簡、繁體中文字幕                 |
| 亞洲           | TrueID            | 2021年12月5日－2022年2月13日  | 星期日 23時45分更新                                           | 網路播放                 | 簡、繁體中文字幕                 |
| 亞洲           | Vidio             | 2021年12月5日－2022年2月13日  | 星期日 23時45分更新                                           | 網路播放                 | 簡、繁體中文字幕                 |
| 亞洲           | Disney+           | 2022年2月13日                 | 星期日 23時45分更新                                           | 網路播放                 | 簡、繁體中文字幕                 |
| 美國           | Crunchyroll       | 2021年12月5日－2022年2月13日  | 英文字幕: 星期日 23時45分 更新 英文配音: 星期六 00時00分 更新 | 網路播放                 | 英文字幕、英語配音播出           |
| 美國           | Crunchyroll       | 2022年2月20日－5月1日         | 英文字幕: 星期日 23時45分 更新 英文配音: 星期六 00時00分 更新 | 網路播放                 | 英文字幕、英語配音播出           |
| 美國           | Funimation        | 2021年12月5日－2022年2月13日  | 英文字幕: 星期日 23時45分 更新 英文配音: 星期六 00時00分 更新 | 網路播放                 | 英文字幕、英語配音播出           |
| 美國           | Funimation        | 2022年2月20日－5月1日         | 英文字幕: 星期日 23時45分 更新 英文配音: 星期六 00時00分 更新 | 網路播放                 | 英文字幕、英語配音播出           |
| 美國           | Hulu              | 2021年12月5日－2022年2月13日  | 英文字幕: 星期日 23時45分 更新 英文配音: 星期六 00時00分 更新 | 網路播放                 | 英文字幕、英語配音播出           |
| 美國           | Hulu              | 2022年2月20日－5月1日         | 英文字幕: 星期日 23時45分 更新 英文配音: 星期六 00時00分 更新 | 網路播放                 | 英文字幕、英語配音播出           |
| 欧洲           | Wakanim           | 2021年12月5日－2022年2月13日  | 不適用                                                        | 網路播放                 | 不適用                           |
| 獨立國家聯合體 | Wakanim           | 2021年12月5日－2022年2月13日  | 不適用                                                        | 網路播放                 | 不適用                           |
| 世界           | Crunchyroll       | 2021年12月5日－2022年2月13日  | 不適用                                                        | 網路播放                 | 日語原音、中文配音播出多語言字幕 |
| 世界           | Funimation        | 2021年12月5日－2022年2月13日  | 不適用                                                        | 網路播放                 | 日語原音、中文配音播出多語言字幕 |
| 世界           | Netflix           | 2022年                        | 不適用                                                        | 網路播放                 | 日語原音、中文配音播出多語言字幕 |

| J2 Mtube時段星期四23:30-00:00 節目                | J2 Mtube時段星期四23:30-00:00 節目             | J2 Mtube時段星期四23:30-00:00 節目 |
| ------------------------------------------------- | ---------------------------------------------- | ---------------------------------- |
|                                                   | 鬼滅之刃 遊郭篇 (2022年1月13日－2022年3月24日) |                                    |
| 鬼滅之刃 無限列車篇 (2021年12月7日－2022年1月6日) | 咒術迴戰 (2022年3月31日－9月15日)              |                                    |

| 東森電影台 星期六 21:00-0:00 節目                           | 東森電影台 星期六 21:00-0:00 節目 | 東森電影台 星期六 21:00-0:00 節目 |
| ----------------------------------------------------------- | --------------------------------- | --------------------------------- |
|                                                             | 鬼滅之刃 遊郭篇 （2022年6月4日-） |                                   |
| 鬼滅之刃 竈門炭治郎 立志篇 （2022年4月23日－2022年5月28日） | —                                 |                                   |

| 臺灣 愛爾達綜合台 星期一至五 21:00 - 22:00（兩集連播） · 2月28日、3月7日 21:00 - 22:00 · 3月4日 21:30 - 22:00 | 臺灣 愛爾達綜合台 星期一至五 21:00 - 22:00（兩集連播） · 2月28日、3月7日 21:00 - 22:00 · 3月4日 21:30 - 22:00 | 臺灣 愛爾達綜合台 星期一至五 21:00 - 22:00（兩集連播） · 2月28日、3月7日 21:00 - 22:00 · 3月4日 21:30 - 22:00 |
| --- | --- | --- |
| | 鬼滅之刃 遊郭篇 （2024年2月28日—2024年3月7日）                                                                | |
| 鬼滅之刃 無限列車篇 （2024年2月22日—2024年2月27日）                                                           | 延禧攻略（重播） （19:00 - 22:00） （第53—70集） （2024年3月11日—2024年3月21日）                              | |

### 影音商品
| 卷數 | 發售日期      | 收錄話數       | 規格編號      | 規格編號      |
| 卷數 | 發售日期      | 收錄話數       | BD限定版      | DVD限定版     |
| 日本 | 日本          | 日本           | 日本          | 日本          |
| ---- | ------------- | -------------- | ------------- | ------------- |
| 01   | 2022年2月23日 | 第1話          | ANZX-16021/2  | ANZB-16021/2  |
| 02   | 2022年3月30日 | 第2話－第3話   | ANZX-16023/4  | ANZB-16023/4  |
| 03   | 2022年4月27日 | 第4話－第5話   | ANZX-16025/6  | ANZB-16025/6  |
| 04   | 2022年5月25日 | 第6話－第7話   | ANZX-16027/8  | ANZB-16027/8  |
| 05   | 2022年6月29日 | 第8話－第9話   | ANZX-16029/30 | ANZB-16029/30 |
| 06   | 2022年7月27日 | 第10話－第11話 | ANZX-16031/32 | ANZB-16031/32 |

## 備註
1. ↑  在《遊郭篇》第三集片尾預告出場。
2. ↑  繼《無限列車篇》過世後，以回憶方式登場。
3. ↑  在第五集炭治郎的回憶畫面中出現。
4. ↑  在第八集宇髄天元的回憶畫面中出現。
5. ↑  在《遊郭篇》第四集解說鬼殺隊階級時出場。。
6. ↑  在片尾聲優表的角色名稱列為黑髮。
7. ↑  在片尾聲優表的角色名列為「白髮」。
8. ↑  在第五、九集炭治郎的回憶畫面中出現。
9. ↑  在片尾聲優表的角色名列為「劍士」。
10. ↑  在片尾聲優表的角色名列為「上弦之陸」。
11. ↑  動畫原創角色，第一集登場。
12. ↑  以日語原聲版在日本首播日期為準
13. ↑  電視動畫《鬼滅之刃 遊郭篇》片长: 
  - 第1話 : 60分鐘
  - 第2話-第10話 : 30分鐘
  - 第11話 : 45分鐘
14. ↑  香港、澳門除外
15. ↑  代理發行 : 木棉花國際[27]
16. ↑  播放地區 : 新加坡、马来西亚、印度尼西亚、泰国 &菲律宾
17. ↑  播放地區 : 印度尼西亚和泰国
18. ↑  播放地區 : 新加坡和泰国
19. ↑  播放地區 : 新加坡
20. ↑  播放地區 : 泰国
21. ↑  播放地區 : 印度尼西亚
22. ↑  播放地區 : 新加坡、泰国、菲律宾、印度尼西亚越南、老挝、缅甸、马来西亚、汶莱和柬埔寨
23. ↑  12月5日 07時45分 PT/UTC-7[28] → 12月6日 00時45分 JST/UTC+9 : 12月5日 23時45分 UTC+8
24. ↑  2月20日 11時00分 EST/UTC-5[29] → 2月21日 01時00分 JST/UTC+9 : 2月21日 00時00分 UTC+8
25. ↑  播放地區 : 北美洲、中美洲、南美洲、歐洲、非洲、大洋洲、中東、獨聯體
26. ↑  12月9日起逢星期四
27. ↑  東森電影台再播出時將「無限列車篇（TV版）」和「遊郭篇」合併為一篇，統一稱作「鬼滅之刃 遊郭篇」，實際上遊郭篇於2022年6月18日首播。

## 外部連結
- 《鬼滅之刃 遊郭篇》亞洲授權官方網站（中文）
- 《鬼滅之刃 遊郭篇》電視動畫官方網站（日語）